# Jeanne Coroller-Danio
Jeanne Chassin du Guerny, nascuda Jeanne Coroller i que adoptà el nom d'escriptora Jeanne Danio o Jeanne Coroller-Danio (Mordelles, 1892 – castell de Saudraye, Penguily, 1944) fou una escriptora i nacionalista bretona. Filla de l'escriptor bretó Eugène Coroller, amic de Thédore Hersart de la Villemarqué. El 1924 es casà amb René Chassin du Guerny.
Catòlica fervent i escriptor de gran talent, el 1922 va publicar una Histoire de notre Bretagne il·lustrada per Jeanne Malivel. El 1929 publicà en forma escènica Le Mystère de Bretagne, que serà representada en versió bretona de Yann-Vari Perrot, al Bleun-Brug de Douarnenez davant de 10.000 persones. El 1940 participà en la revista infantil Ôlolé d'Herry Caouissin, on hi publicà Les loups de Coatmenez (1941) i La croisade des Loups (1943). També hi publicà la seva Histoire de ma Bretagne i nombrosos altres texts histìrics amb els pseudònims J.C. Danio, Jeanne de Coatgourc'han, Gilles Gautrel i Gilesse Penguilly.
En l'agost de 1942 el seu castell va acollir el Kadervenn de Célestin Lainé. Yann Fournis, en la seva tesi sobre la Bezen Perrot afirma que l'aquartelament dels Bagadoù Stourm fou organitzat per ella el 1943 a Caulnes. Durant aquells anys va estar força lligada al grup de Lainé i a Breiz Atao, amb qui va fundar el maig de 1944 el grup nacionalista bretó CNB.
El juliol de 1944 fou feta presonera per membres del maquis de Boquen, qui després d'un simulacre de judici la torturaren a cops de barra de ferro fins a la mort. Els responsables foren acusats després de la guerra d'haver usat mètodes expeditius contra alemanys i francesos, i el principal acusat fou empresonat a Saint-Brieuc, però va escapar abans del judici.